# Josh Bayliss
Joshua David Bayliss (Tiverton, Inglaterra, 18 de septiembre de 1997), más conocido como Josh Bayliss, es un jugador profesional inglés de rugby que se desempeña en la posición de número 8 en Bath Rugby, equipo perteneciente a la liga Premiership Rugby.

## Carrera
En 2017 comenzó su carrera deportiva con el equipo Bath Rugby, donde lleva jugando siete temporadas. La característica principal de Bayliss es el dinamismo con el que disputa cada partido.